# Красний Лиман (Покровський район)
Кра́сний Лима́н — село Мирноградської міської громади Покровського району Донецької області, Україна. У селі мешкає 592 людей.

## Загальні відомості
Відстань до райцентру становить близько 11 км і проходить автошляхом місцевого значення.
Село на північному заході межує з Родинським та на півдні з Мирноградом Донецької області. Поруч розташовані ферми ПАТ «АПК-Інвест», шламовідстійник УК «Краснолиманська» та терикон шахти «Центральна».

## Історія
Назва села Красний Лиман пов'язана з двома найменуваннями невеликого, але глибокого озера в околицях — Красне і Лиман. Ймовірно, мова йде про озерце «Лиманъ», що позначене на карті Ф. Ф. Шуберта (1868 рік) між сучасними селами Красний Лиман і Гришине. Місцеві припускають, що цим озером могла бути глибока водойма біля витоків балки Водяна. Дане озерце осушили в перші роки радянської влади. Взагалі, топонім «Лиман» має досить багато тлумачень. У перекладі з грецької, тюркської, татарської та інших мов цей термін може позначати озеро зі стоячою водою, заливну долину, залиту водою воронку, порт, гавань, пристань, пристановище, заливну низину і т. д. Схили балок Водяна, Осинова і Берестова, приток Казенного Торця, де в середині XIX — початку ХХ століття з'явилися хутора, що об'єднані в село Красний Лиман, і представляють ту заливну низину.
Особливістю історії та забудови села Красний Лиман є те, що воно було об'єднано з розрізнених хуторів, що виникали в різний час, для різних цілей. Отже, єдиної історії села немає. Старожили називають село «катерининським», тобто заснованим в роки правління російської імператриці Катерини II, що на перевірку виявляється невірним. Дана інформація пов'язана із тим, що на Лиманські хутори на початку ХХ століття переселилися багато мешканців Новоекономічного, яке, дійсно було засноване наприкінці XVIII століття, тобто за Катерини II. Вперше населені пункти по Водяній (Спірній) балці вказуються в «Списку населених місць Катеринославської губернії» 1859 року. Це власницькі села Мирна Долина (Тернівка) і Весела при ставку Спірної балки, — відповідно, 3 і 6 дворів. Тобто, ні про яке існування села за часів Катерини II мови бути не може.
Село Мирна Долина в середині XIX століття належало землевласнику Ф. І. Тернову (звідси — і дублююче найменування Тернівка). Місцеві жителі називають місця, де раніше існувало це село (східна околиця Красного Лиману та далі на схід), «Маркове». «Народна назва» — по імені нового землевласника, купця П. В. Маркова. На початку 90-х років XIX століття в маєтку Мирна Долина здійснили спробу розробки вугілля. Південно-Російське Дніпровське металургійне товариство розробляло вугілля по балці Водяна. На початку ХХ століття в західній частині маєтку Мирна Долина кустарну розробку вугілля здійснював Марков. Пов'язаний маєток Мирна Долина і з розвідкою тут залізних руд. Незначні поклади глинистого залізняку «на лівій стороні Казенного Торця, у б. Грузський (Водяний), біля хутора Мирна Долина Г.Тернова» виявили брати Носови в 60-х роках XIX століття. Руда залягала шароподібними гніздами.
Хутір Веселий в різні часи називався Веселою Горою, Порукіним, Зоря. Вулиця в сучасному Красному Лимані, де раніше був цей населений пункт, носить останнє ім'я. На початку ХХ століття тут була «ділянка Грекова». Старожили розповідали, що в роки, коли пост Прем'єр-Міністра Російської імперії займав П. А. Столипін, тут жили греки, і по вул. Зоря у них був власний колодязь. Для випасу овець грекам була дана велика територія: від хутора Веселий (включно) до витоків струмка балки Водяна (тобто, половина території нинішнього міста Родинське, і на північ). По балці Водяна з 1915 по середину 50-х років працювала напівкустарна шахта.
У Берестовій (Харцизькій) балці, де зараз ставки-освітлювачі шахти «Краснолиманська», на початку ХХ століття були землі Шталь. Жителі Красного Лиману до сих пір це місце називають «хутір Шталеве». Там був фруктовий сад. О. О. Гапєєв в своїй роботі, присвяченій геології Гришинського вугленосного району (1927 рік), вказує на стару шахту біля злиття струмків балок Берестова (Харцизька) і Осикова. На жаль, ані часу, коли шахта давала вугілля, ані прізвища власника, ані навіть точного місця розташування даного підприємства встановити не вдалося.
Див. також: Шахти Красного Лимана.
Хутір в Осиновій балці, що носив у 20-30-ті роки ХХ століття назву Осиновая Балка (Осички), до середини ХХ століття був ліквідований, а жителі — переселені в хутори на території сучасного Красного Лиману.
Було ліквідоване і село Мирна Долина, але на захід від хутора Зоря (з боку сучасного дачного селища) в середині ХХ століття з'явилося невеличке село Мирне.
Безпосередньо перед революцією 1917 року в балці Водяна заснував власний хутір залізничник Муханов, який будував гілку Гришине (Покровськ) — Добропілля. Це район вул. Східна. Інформація про хутір Муханова від місцевих жителів Красного Лиману була підтверджена співробітниками Покровського історичного музею. Пізніше хутір в південно-східній частині сучасного Красного Лиману носив найменування Казенний. За селом в цих місцях — Казенний ліс.
Хутір Лиман — населений пункт в західній частині сучасного села. Вперше він згадується в документах середини 20-х років. За переказами місцевих жителів, колодязь в Лимані був викопаний в 1925 році. Перший СОЗ в Лимані виник в 1928 році, а колгосп «Лиман» (з 50-х років — ім. С. М. Кірова) — на початку 30-х років.
На схід від Лиману в 30-х роках виник хутір Вільний (на карті 1937-38 року в експозиції Покровського історичного музею — Веселий).
Всі зазначені вище хутора в 30-х роках були бригадами колгоспу «Лиман» і входили до складу Порукінскої сільради. До складу єдиного населеного пункту — Красний Лиман — вони були об'єднані в 40-х роках XX століття. Після Другої Світової війни в Красному Лимані були відкриті: початкова школа (в будівлі сільради), медпункт, клуб (зараз зруйнований), 2 родхати, сільпо. У списках населених пунктів Красноармійського (Покровського) району за 1951—1952 роки по Краснолиманськый сільраді числяться такі хутори, села і селища: центр сільради Красний Лиман (202 двори, 857 чол.); хутори Рівний, Веселий, Родіна (тобто, Батьківщина, — дав назву Родинській ділянці вугільного родовища і місту Родинське), Світлий, Луначарський, Зразковий, Запоріжжя, Сухецький, Разіне і селища шахт «Родинська» № 1 і «Родинська» № 2. На території сільради перебували колгоспи ім. Кірова (по бригаді в Красному Лимані та Рівному), ім. Разіна, бригада колгоспу ім. Щорса (Разіне). На території сільради працювали 2 початкові середні школи, сільський клуб, сільпо з 4 магазинами, 2 фельдшерських медпункту і 1 шахтний лікарський здоровпункт. Одна зі шкіл знаходилася в Красному Лимані — між сільрадою і братською могилою радянських воїнів. Зараз там пустир. Школа була семирічною, і до 1954 року тут навчалися не тільки місцеві діти, а й приїжджі — з Родинського.
У 1954 році завершився процес ліквідації Краснолиманської сільради.
Знаходиться в Красному Лимані і військове поховання. Всього в братській могилі в селі поховані останки більш ніж 200 радянських воїнів, імена 65 з них вдалося ідентифікувати. Згідно з даними ОБД «Меморіал», датою загибелі 60 похованих в Красному Лимані з 65 зазначений лютий 1943 року. Серед загиблих — багато воїнів 7-ї окремої лижно-стрілецької та 9-ї гвардійської танкової бригад. Це підрозділи, додані для прориву 4-го гвардійського (Кантемирівського) танкового корпусу на Красноармійське (Покровськ) в рамках наступальної операції радянських військ під кодовою назвою «Стрибок», що закінчилася повним провалом.

## Населення
За даними перепису 2001 року населення села становило 592 особи, з них 50,34 % зазначили рідною мову українську, 48,65 % — російську, 0,51 % — вірменську та 0,34 % — польську мови.

## Галерея

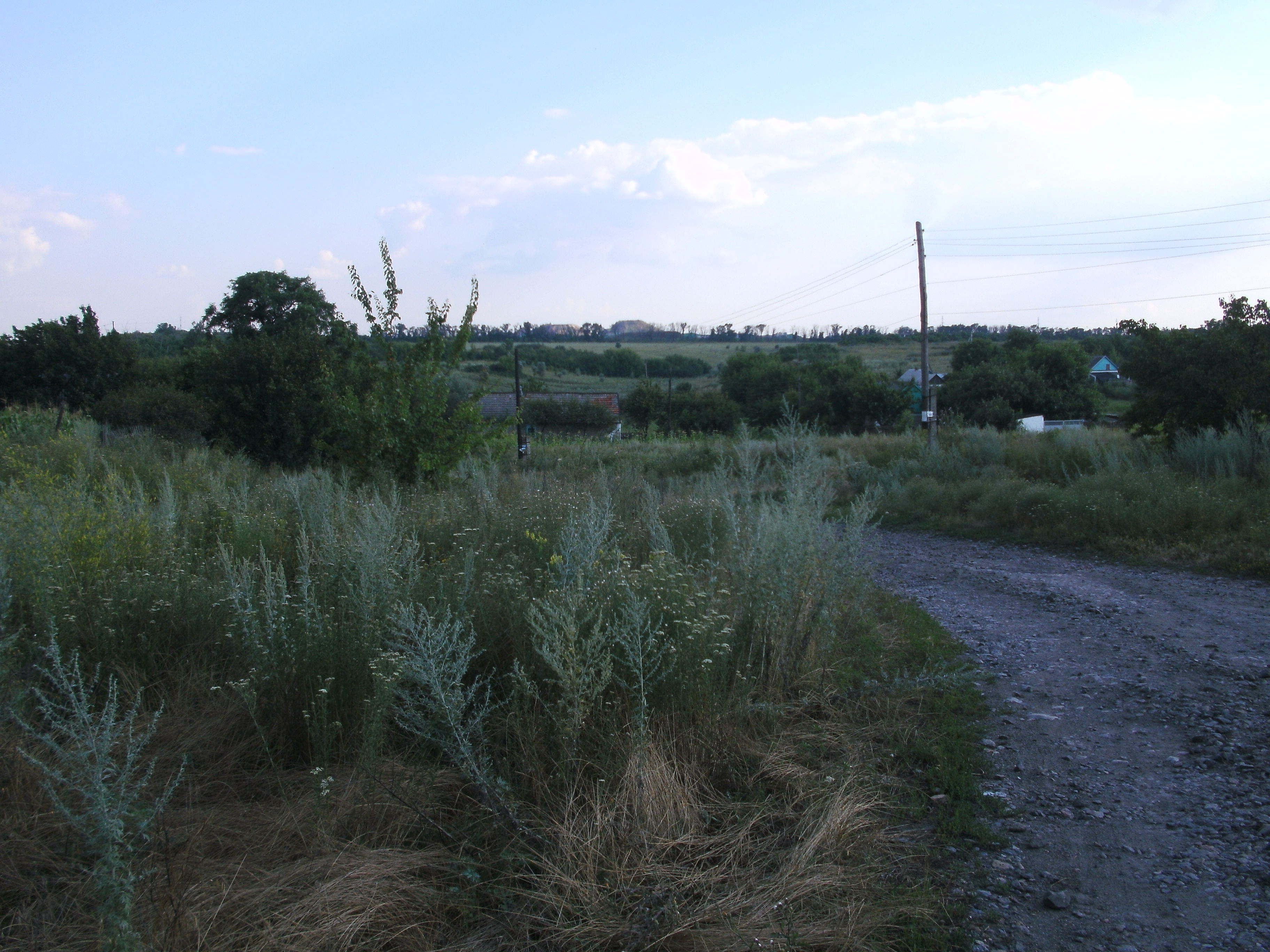
Село Красний Лиман
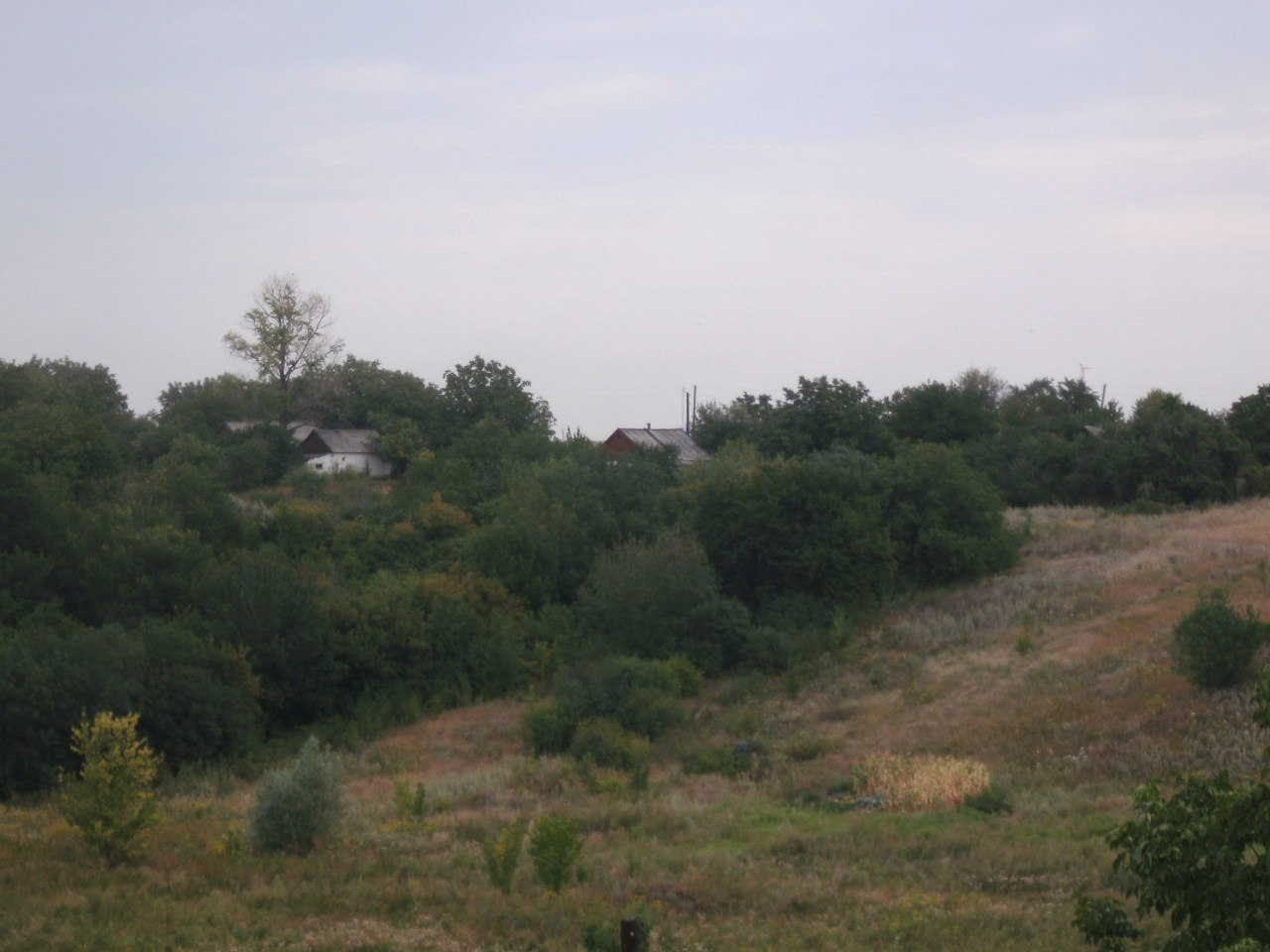
Село Красний Лиман
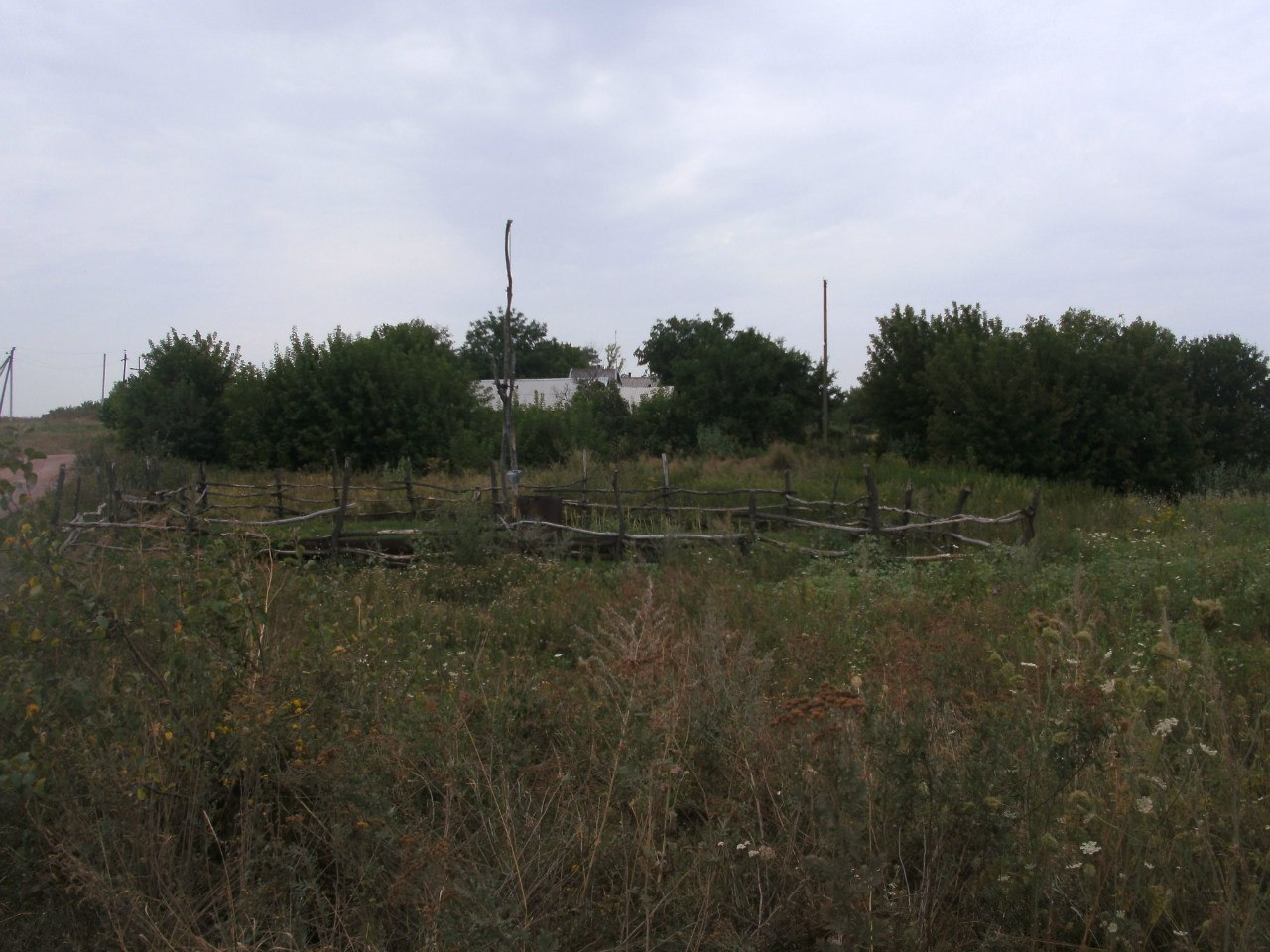
Село Красний Лиман, «коров'ячий» колодязь
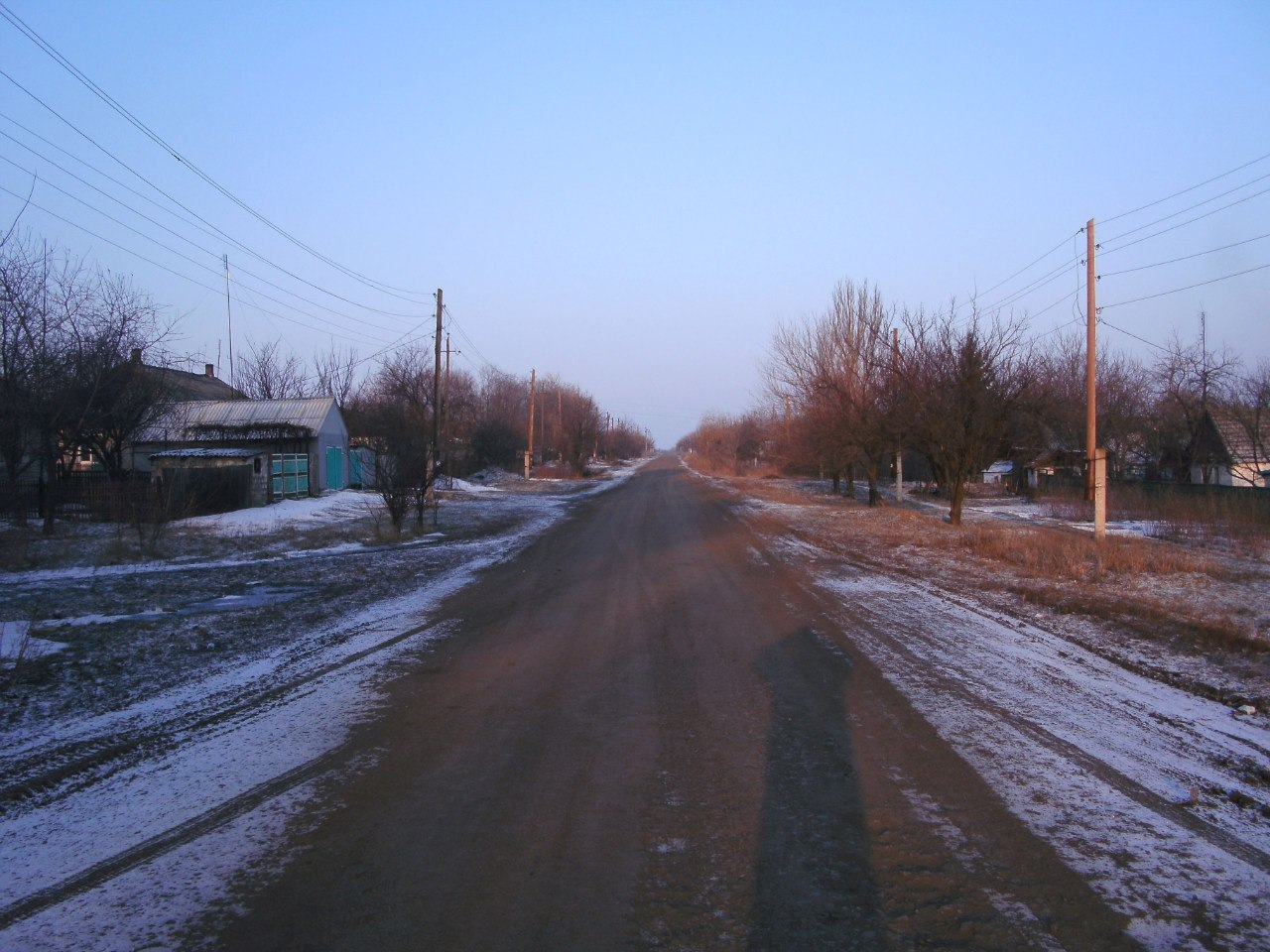
Вулиця Кантемирова, село Красний Лиман
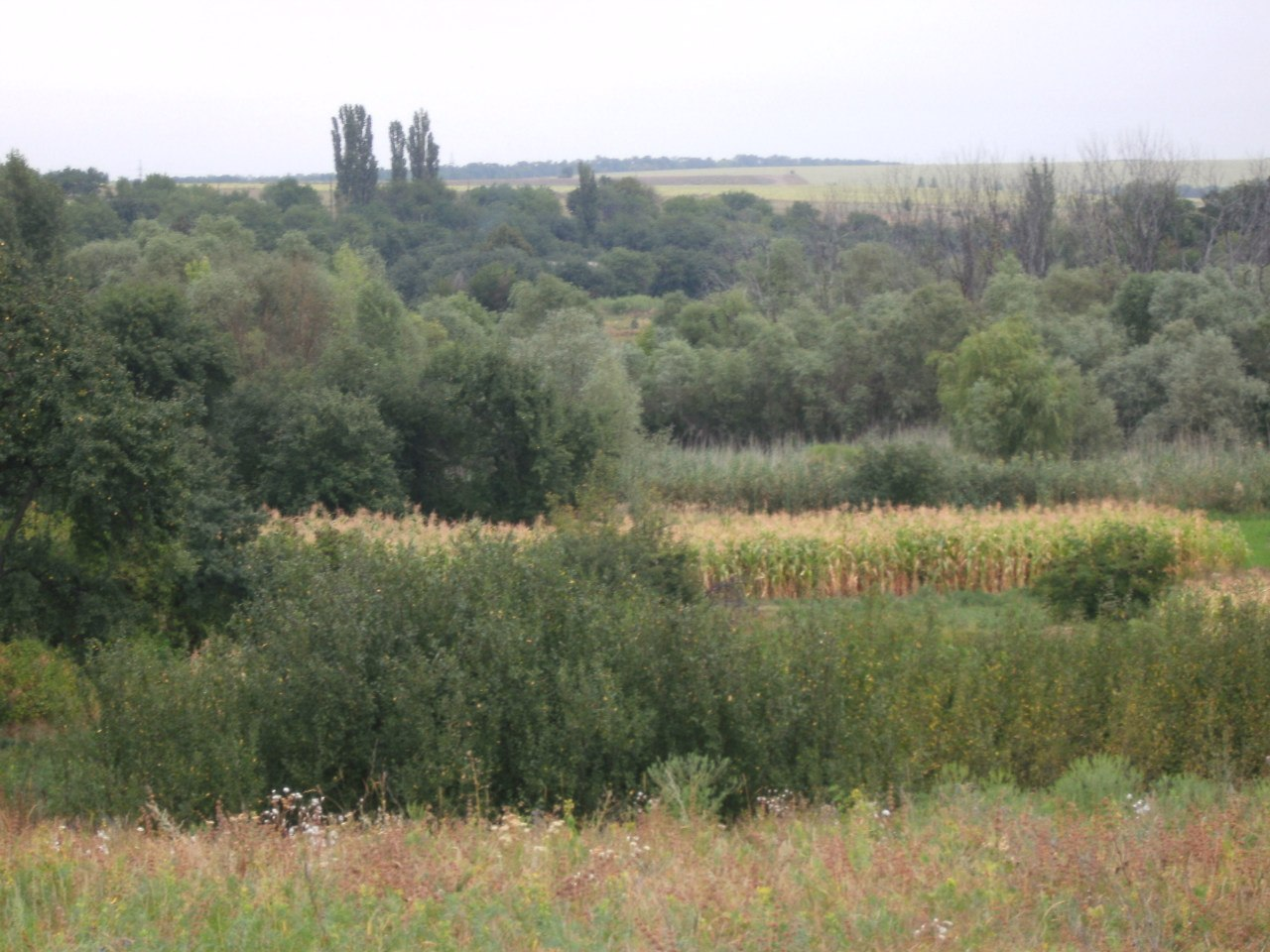
ставок у Марковому
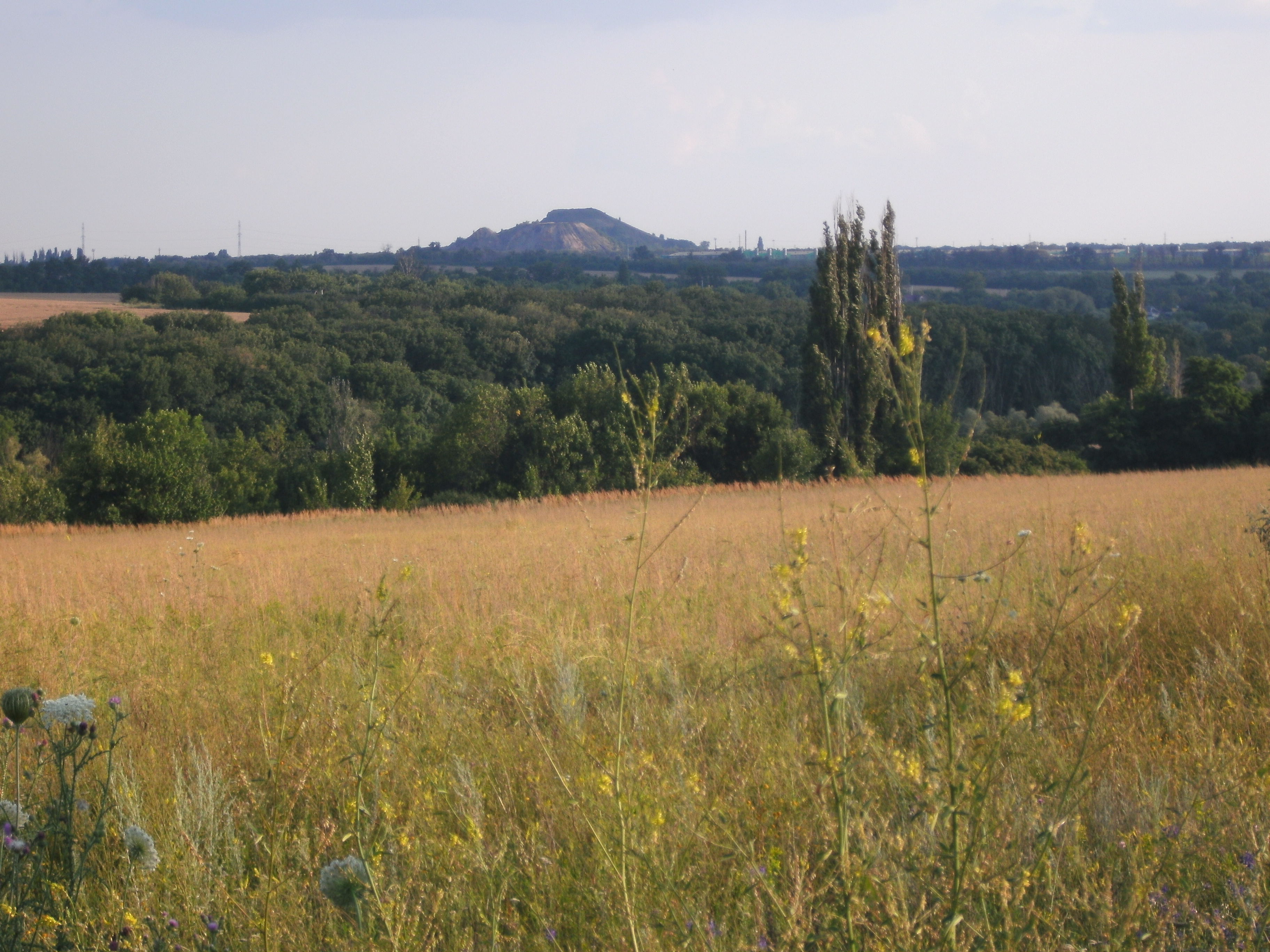
Казенний ліс
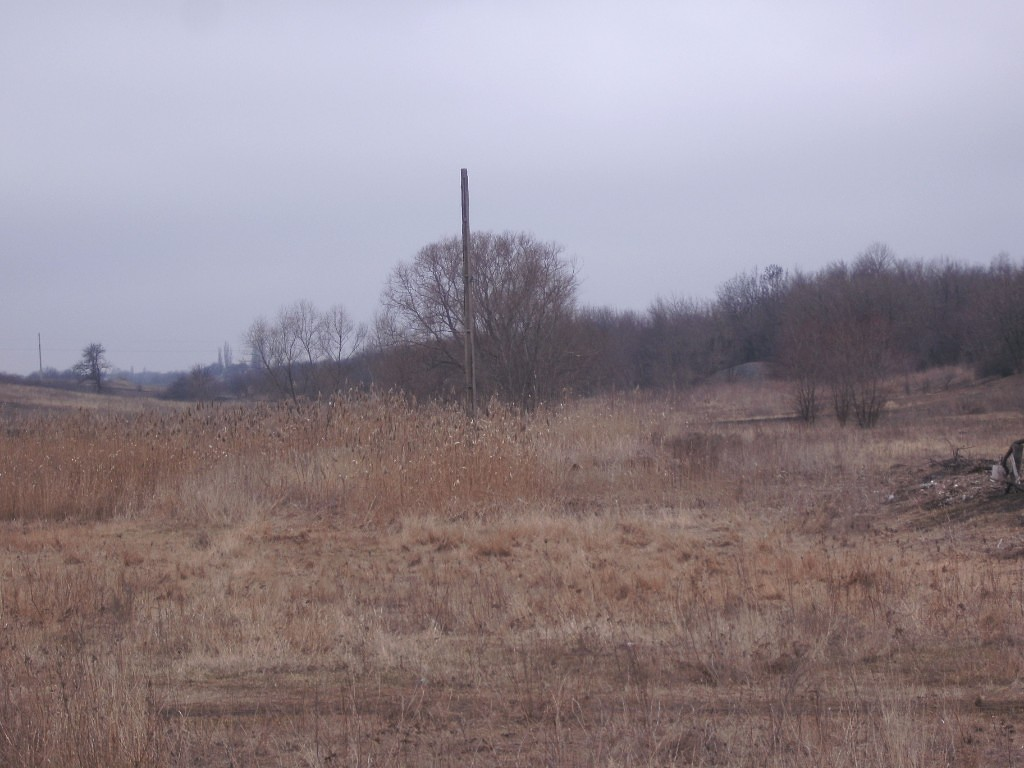
Тут працювала шахта
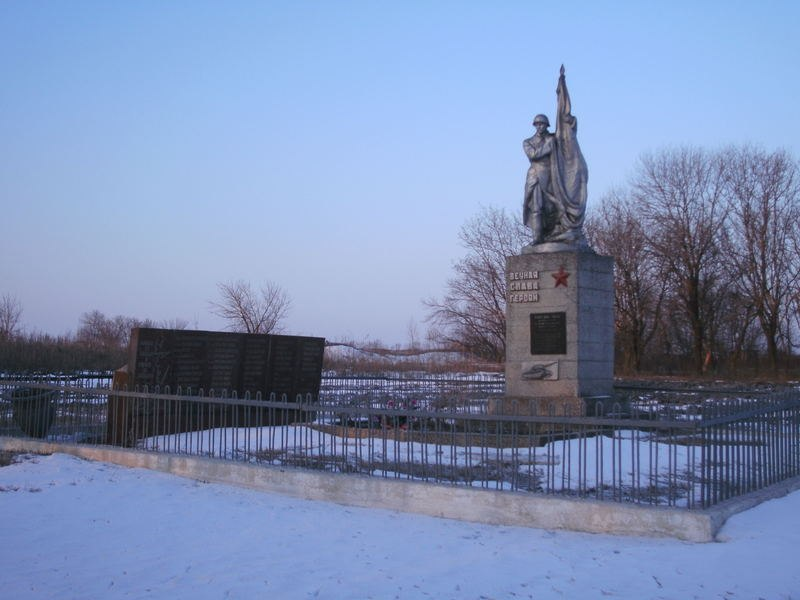
Братська могила радянських воїнів у селі Красний Лиман